# Charlotte Eckstein
Charlotte Eckstein (geboren 17. Januar 1926 in Leipzig; gestorben 2001) war eine deutsche Juristin. Sie war von 1971 bis 1991 Richterin am Bundesverwaltungsgericht in Berlin.

## Beruflicher Werdegang
Charlotte Eckstein studierte ab 1946 Rechtswissenschaft in Leipzig und promovierte 1951 über den Beginn der Jugendlichen-Strafmündigkeit.
1952, während des Kalten Krieges, gelang es ihr zusammen mit einer Gruppe Gleichgesinnter, drei aus politischen Gründen verurteilte junge Leute mit falschen Papieren aus den Zuchthäusern Waldheim und Zwickau zu schleusen und ihnen zur Flucht in den Westen zu verhelfen. Für den RIAS Berlin und Sender Freies Berlin schrieb die Juristin Protestkommentare unter dem Pseudonym Gisela Mühlen und geriet dadurch in Gefahr. 1953 floh Eckstein nach West-Berlin. Inkognito fuhr sie danach über zwei Jahre lang über die damals noch offene Grenze regelmäßig nach Leipzig, um dort ihr Referendariat abschließen zu können.
Charlotte Eckstein arbeitete zunächst als Rechtsanwältin.
Später war sie Ministerialrätin beim Bundesministerium des Innern, 1965 Oberregierungsrätin.
1965 stellte sie im Auftrag des Rechtsausschusses des Deutschen Bundestages im Zuge der Beratung einer Notstandsverfassung die diesbezüglichen Regelungen in anderen europäischen und westeuropäischen Staaten zusammen.
Am 1. Juli 1971 wurde sie zur Richterin am Bundesverwaltungsgericht ernannt. 1987 wurde sie zur Vorsitzenden Richterin befördert.
Am 31. Januar 1991 endete Ecksteins Tätigkeit am Bundesverwaltungsgericht. Im Ruhestand lebte sie in Berlin.

## Auszeichnungen
- Mai 1991: Großes Verdienstkreuz des Verdienstordens der Bundesrepublik Deutschland[2]
- 2001: Goldene Promotionsurkunde der Juristischen Fakultät der Universität Leipzig[2]

## Ämter und Mitgliedschaften
- 1984, 1987: Mitglied der Wahlkreiskommission für die 10. und 11. Wahlperiode des Deutschen Bundestages[7][8]
- Mitarbeiterin des Untersuchungsausschusses Freiheitlicher Juristen[2]